# Powiat Dillingen an der Donau
Powiat Dillingen an der Donau, Powiat Dillingen a.d.Donau (niem. Landkreis Dillingen an der Donau,  Landkreis Dillingen a.d.Donau) – powiat w Niemczech, w kraju związkowym Bawaria, w rejencji Szwabia, w regionie Augsburg.
Siedzibą powiatu Dillingen an der Donau jest miasto Dillingen an der Donau.

## Podział administracyjny
W skład powiatu Dillingen an der Donau wchodzi:
- pięć gmin miejskich (Stadt)
- trzy gminy targowe (Markt)
- 19 gmin wiejskich (Gemeinde)
- sześć wspólnot administracyjnych (Verwaltungsgemeinschaft)

Miasta:
| Lp. | Nazwa miasta              | Ludność (31.12.2012) | Powierzchnia km² |
| --- | ------------------------- | -------------------- | ---------------- |
| 1   | Dillingen an der Donau    | 18.111               | 75,59            |
| 2   | Gundelfingen an der Donau | 7.670                | 54,05            |
| 3   | Höchstädt an der Donau    | 6.520                | 37,45            |
| 4   | Lauingen (Donau)          | 10.565               | 44,39            |
| 5   | Wertingen                 | 8.878                | 51,80            |

Gminy targowe:
| Lp. | Nazwa gminy targowej | Ludność (31.12.2012) | Powierzchnia km² |
| --- | -------------------- | -------------------- | ---------------- |
| 1   | Aislingen            | 1.342                | 19,35            |
| 2   | Bissingen            | 3.574                | 64,22            |
| 3   | Wittislingen         | 2.292                | 17,41            |

Gminy wiejskie:
| Lp. | Nazwa gminy            | Ludność (31.12.2012) | Powierzchnia km² |
| --- | ---------------------- | -------------------- | ---------------- |
| 1   | Bachhagel              | 2.202                | 19,72            |
| 2   | Bächingen an der Brenz | 1.295                | 7,34             |
| 3   | Binswangen             | 1.318                | 11,91            |
| 4   | Blindheim              | 1.713                | 26,39            |
| 5   | Buttenwiesen           | 5.710                | 60,23            |
| 6   | Finningen              | 1.653                | 27,84            |
| 7   | Glött                  | 1.083                | 10,99            |
| 8   | Haunsheim              | 1.538                | 17,79            |
| 9   | Holzheim               | 3.720                | 40,86            |
| 10  | Laugna                 | 1.538                | 27,60            |
| 11  | Lutzingen              | 979                  | 24,93            |
| 12  | Medlingen              | 1.001                | 17,07            |
| 13  | Mödingen               | 1.311                | 23,37            |
| 14  | Schwenningen           | 1.397                | 25,02            |
| 15  | Syrgenstein            | 3.542                | 16,66            |
| 16  | Villenbach             | 1.190                | 17,81            |
| 17  | Ziertheim              | 1.007                | 20,83            |
| 18  | Zöschingen             | 730                  | 14,61            |
| 19  | Zusamaltheim           | 1.243                | 17,90            |

Wspólnoty administracyjne:
| Lp. | Nazwa wspólnoty administracyjnej | Ludność (31.12.2012) | Powierzchnia km² | Liczba gmin |
| --- | -------------------------------- | -------------------- | ---------------- | ----------- |
| 1   | Gundelfingen an der Donau        | 11.504               | 96,17            | 4           |
| 2   | Höchstädt an der Donau           | 12.262               | 151,64           | 5           |
| 3   | Holzheim                         | 6.145                | 71,21            | 3           |
| 4   | Syrgenstein                      | 6.474                | 50,99            | 3           |
| 5   | Wertingen                        | 14.176               | 127,03           | 5           |
| 6   | Wittislingen                     | 4.610                | 61,26            | 3           |

## Polityka

### Kreistag
|                          |                                              | 2002   | 2002    | 2002   | 2008   | 2008   | 2008   |
| miejsca                  | %                                            | głosy  | miejsca | %      | głosy  |        |        |
| ------------------------ | -------------------------------------------- | ------ | ------- | ------ | ------ | ------ | ------ |
|                          | CSU                                          | –      | –       | –      | 24     | 37,3%  | 16 356 |
|                          | FW                                           | –      | –       | –      | 12     | 20,4%  | 8 915  |
|                          | SPD                                          | 13     | 21,1%   | 9 499  | 10     | 17,1%  | 7 503  |
|                          | FDP                                          | 3      | 4,7%    | 2 112  | 4      | 7,6%   | 3 315  |
|                          | Przyszłość                                   | 3      | 5,7%    | 2 565  | 4      | 6,9%   | 3 019  |
|                          | Zieloni                                      | 2      | 3,5%    | 1 595  | 3      | 5,9%   | 2 584  |
|                          | REP                                          | 2      | 3,2%    | 1 457  | 3      | 4,8%   | 2 108  |
|                          | CSU/Zusamtaler Block                         | 27     | 44,0%   | 19 820 | –      | –      | –      |
|                          | FUW                                          | 7      | 11,6%   | 5 221  | -      | -      | -      |
|                          | Wyborcy dla Ojczyzny, Rolnictwa i Środowiska | 3      | 6,2%    | 2 810  | –      | –      | –      |
|                          |                                              | 60     | 100%    | 45 079 | 60     | 100%   | 43 800 |
| uprawnieni do głosowania | uprawnieni do głosowania                     | 70 546 | 70 546  | 70 546 | 72 808 | 72 808 | 72 808 |
| głosy ważne              | głosy ważne                                  | 45 079 | 45 079  | 45 079 | 43 800 | 43 800 | 43 800 |
| głosy nieważne           | głosy nieważne                               | 1 682  | 1 682   | 1 682  | 1 920  | 1 920  | 1 920  |
| frekwencja               | frekwencja                                   | 66,3%  | 66,3%   | 66,3%  | 62,8%  | 62,8%  | 62,8%  |